# Vovce, Iakîmivka
Vovce (în ucraineană Вовче) este un sat în comuna Atmanai din raionul Iakîmivka, regiunea Zaporijjea, Ucraina.

## Demografie
Componența lingvistică a localității Vovce
     Ucraineană (92,31%)
     Rusă (7,69%)
Conform recensământului din 2001, majoritatea populației localității Vovce era vorbitoare de ucraineană (92,31%), existând în minoritate și vorbitori de rusă (7,69%).